# Кюнгпо Налджор
Кедруб Кюнгпо Налджор е тибетски будистки учител от 10 – 12 век, почитан като основател на школата Шангпа Кагю на тибетския будизъм. Според традицията той е живял 150 години, макар и да няма единодушие относно годините на раждането и смъртта му. Още като дете той показва специалните си качества. Първоначално практикува и постига реализация в добудистката тибетска традиция Бон, а след това изучава и практикува Дзогчен и ученията на школата Нингма. През живота си предприема няколко пътувания до Индия за да се срещне с множество учители и да приеме от тях различни тантрични приемствености. Сред тях най-важни са реализираните дакини Нигума и Сукхасидхи, махасидхите Майтрипа, Рахула и Ваджрасанапа. Когато се завръща от Индия Кюнгпо Налджор построява манастир в областта Шанг в централен Тибет и става известен като „ламата от Шанг“ или Лама Шанг и оттук идва името на създадената от него традиция. Кюнгпо Налджор има многохилядни ученици и линията Шангпа бързо се разраства из цял Тибет.